# Акинин, Владимир Петрович
Владимир Петрович Акинин (1935 — 1997) — начальник Первого Череповецкого специализированного монтажного управления треста «Металлургпрокатмонтаж», Герой Социалистического Труда (1986).

## Биография
Работал в Череповце в тресте «Металлургпрокатмонтаж».
В 1963 г. награждён орденом Трудового Красного Знамени, должность в тот период — бригадир монтажников Череповецкого механо-монтажного управления треста «Металлургпрокатмонтаж».
С 1970-х гг. начальник Первого Череповецкого специализированного монтажного управления треста «Металлургпрокатмонтаж». Добился присвоения СМУ звания коллектива коммунистического труда.
В 1-й пол. 1980-х гг. был одним из руководителей строительства комплекса доменной печи № 5 Череповецкого металлургического комбината. Она в то время была самой большой печью в мире, занесена в книгу рекордов Гиннеса.Объект был сдан с отставанием от графика, поэтому участники строительства были награждены только почётными грамотами областного уровня. Но после того, как доменная печь № 5 досрочно вышла на проектную мощность, большую группу работников СМУ представили к правительственным наградам, а Владимиру Акинину было присвоено звание Героя Социалистического Труда (1986).